# تخصيص (منطق)
التخصيص هو قصر العلم على بعض منه بدليل مستقل مقترن به. واحترز بالمستقل عن الاستثناء والشرح والغاية والصفة فإنها، وإن لحقت العلم، لا يسمى مخصوصا، وبقوله: مقترن، عن النسخ، نحو "خالق كل شيء"، إذ يعلم ضرورة أن الله تعالى مخصوص به.